# Zoarchias hosoyai
Zoarchias hosoyai är en fiskart som beskrevs av Arika Kimura och Sato 2007. Zoarchias hosoyai ingår i släktet Zoarchias och familjen taggryggade fiskar. Inga underarter finns listade i Catalogue of Life.